# Manglar d'Àfrica oriental
El manglar d'Àfrica oriental és una ecoregió de la zona afrotròpica, definida per WWF, que s'estén per la costa del oceà Índic en Moçambic, Tanzània, Kenya i Somàlia.
Està inclosa en la llista de conservació prioritària Global 200.

## Descripció
És una ecoregió de manglar que ocupa 15.100 quilòmetres quadrats en diversos enclavaments al llarg de la costa de Moçambic, Tanzània, Kenya i Somàlia. S'estenen fins a 50 quilòmetres cap a l'interior i el seu dosser arbori pot assolir fins a 30 metres d'altura. Les àrees més extenses es troben en els deltes dels rius Rufiji, a Tanzània, i Zambeze, en Moçambic. La costa experimenta dues temporades de monsó cada any, fortes corrents marines i nivells ascendents de fins a 5,6 m a Moçambic. La precipitació és alta, especialment al sud de Kenya i el nord de Tanzània.
De nord a sud, limita amb la sabana arbustiva de Somàlia, la selva mosaic costanera de Zanzíbar, la Selva mosaic costanera de Zanzíbar Sud-Inhambane i la Sabana costanera inundada del Zambeze.

## Flora
Els manglars són arbres alts, de fins a 30 m. En comparació amb el manglars d'Àfrica Central de l'Àfrica Occidental, els manglars d'Àfrica Oriental tenen una major varietat de vegetació amb dos tipus diferents: els manglars de la costa en si, com el lloc d'observació d'aus Mida Creek prop del Parc Nacional Arabuko Sokoke i la ciutat de Watamu i l'arxipèlag de Lamu a Kenya, que són alimentats pels corrents constants d'aigua dolça; i els manglars en les entrades dels rius on s'acumula més sal a l'aigua. espècies de manglar d'Àfrica oriental són similars als trobats en altres costes de l'Oceà Índic. L'arxipèlag de Bazaruto és un exemple de manglars en el mar a l'abric de corall i entremesclats amb una barreja dels hàbitat costaners, com ara dunes de gespa sorrosa i gorgs.

## Fauna
Els manglars són un hàbitat important per a una varietat de fauna de peixos crustacis i mol·luscs a serps i micos com ara el cercopitec de Sykes als arbres, i animals com antílops, elefants i búfals que venen a pasturar als marges dels pantans. Els animals més grans que s'alimenten a les aigües del pantà són l'hipopòtam, la tortuga verda (Chelonia mydas), la tortuga carei (Eretmochelys imbricata), i la tortuga olivàcia (Lepidochelys olivacea), marsopess i poblacions importants de dugongs amenaçats d'extinció. Situats al costat dels esculls de coral, aquests manglars estan protegits pel coral de les marees i tempestes, i els pantans serveixen d'aliment als molts peixos, gambetes i altra fauna marina que alberguen en el corall. Els pantans són també importants zones d'alimentació per a un gran nombre d'aus migratòries com el territ becllarg (Calidris ferruginea), territ menut (Calidris minuta) i xatrac gros (Hydroprogne caspia), aus aquàtiques com dromes (Dromas ardeola), tàntal africà i blauet crestat, i ocells marítims com el xatrac rosat (Sterna dougallii).

## Amenaces i conservació
Els manglars han estat talats per fusta durant segles pels comerciants de la Península Aràbiga. Els manglars situats al llarg dels pantans de la costa han estat talats, no només per a la fusta, sinó per a les zones urbanes, el rentada de la sal i de l'agricultura, incloent el cultiu d'arròs i de gambetes. L'hàbitat es redueix encara més per la contaminació dels rius i dels residus urbans i industrials agroquímics. Les zones urbanes a prop dels manglars són la localitat swahili de Lamu, la platja de la ciutat de Malindi i la gran ciutat portuària de Mombasa a Kenya; el port de  Tanga a Tanzània; i Quelimane, la gran ciutat de Beira (famosa per les seves gambes), Inhassoro i Vilankulo (els ports de Bazaruto), i Maxixe a Moçambic.
Les àrees protegides són el Parc Nacional Marí de Watamu i el Parc Nacional Marí de Ras Tenewi a Kenya; el Parc marí de Mafia Island, el Parc Nacional dr Jozani Chwaka Bay i el Parc Nacional de Saadani a Tanzània; i l'arxipèlag de Bazaruto, illa d'Inhaca i illa Portuguesa, Reserva de Caça de Marromeu i la Reserva Pomene a Moçambic. També algunes àrees de manglar a Kenya i Tanzània es gestionen com a reserves forestals.